# Glyptorhaestus pumilus
Glyptorhaestus pumilus là một loài tò vò trong họ Ichneumonidae.